# Arta (Grecia)
Arta (in greco Άρτα?) è un comune della Grecia situato nella periferia dell'Epiro (unità periferica di Arta) di 21 900 abitanti secondo i dati del censimento 2011.
A seguito della riforma amministrativa detta Programma Callicrate in vigore dal gennaio 2011 che ha abolito le prefetture e accorpato numerosi comuni, la superficie del comune è ora di 457 km² e la popolazione è passata da 23 863 a 44 136 abitanti.
È stata la capitale del Despotato d'Epiro durante il Medioevo, inoltre è famosa per i monasteri e le chiese bizantine costruite durante l'epoca crociata.

## Storia
La storia di Arta risale al Paleolitico. Il primo insediamento nell'area della città moderna risale al IX secolo a.C. Ambracia (l'antico nome di Arta) fu fondata dai Corinzi nel VII secolo a.C.

### Antichità
Arta si trova sul sito dell'antica Ambrakia (neogreco Amvrakia), che fu fondata intorno al 640 a.C. come colonia di Corinto. La città venne resa capitale dal sovrano dei Molossi Pirro I nel 295 a.C. del regno d'Epiro. Questo fu il primo periodo di splendore della città, le cui tracce si trovano ancora oggi negli scavi di nuovi edifici. La conquista della fortezza della mitologica Ambrakos nel 219 a.C. è descritta dallo storico greco Polibio. 

Nel 146 a.C. Amvrakia divenne parte dell'Impero Romano e la provincia dell'Epiro fu rinominata Epirus Vetus, per distinguerla dall'Epirus Nova ad est. Non esiste menzione della città sotto il nome di Arta fino al 1082.

### Era Bizantina/Ottomana
Nel 1204 dopo la caduta di Costantinopoli per opera dei Crociati, Arta divenne la capitale del Despotato di Epiro. Il Despotato di Epiro si estendeva fino a Dyrrhachium, e includeva l'intero nord-ovest delle Grecia, regioni della Tessaglia e la Macedonia nord-occidentale. Il fondatore del despotato fu Michele I d'Epiro (1205-1215), congiunto della famiglia imperiale Bizantini dei Comneni.
Dopo breve conquiste della città da parte della famiglia Orsini (1318-1337), come parte della contea palatina di Cefalonia e Zante, la città passò sotto il controllo dell'Impero serbo (1337 - 1359) del sovrano Stefano Uroš IV Dušan per poi passare nelle mani di clan locali Albanesi (1359-1416) e infine sotto i regnanti Italiani (Carlo II Tocco, Leonardo III Tocco).
Nel 1449 i Turchi Ottomani conquistarono la città e la rinominarono "Narda".
La città fu occupata dai Veneziani nel 1717 e dai francesi nel 1797. Gli Ottomani la rioccuparono nel 1799. La città fu effettivamente liberata dagli Ottomani e annessa alla Grecia nel 1881 dal Trattato di Berlino.

## Monumenti di Arta

### Epoca classica
La città moderna fu costruita sull'antica Ambracia. I resti dell'era classica includono le antiche mura, le rovine dell'antico tempio di Apollo, il piccolo teatro di Amvrakia e resti del cimitero sud-occidentale.

### Epoca bizantina

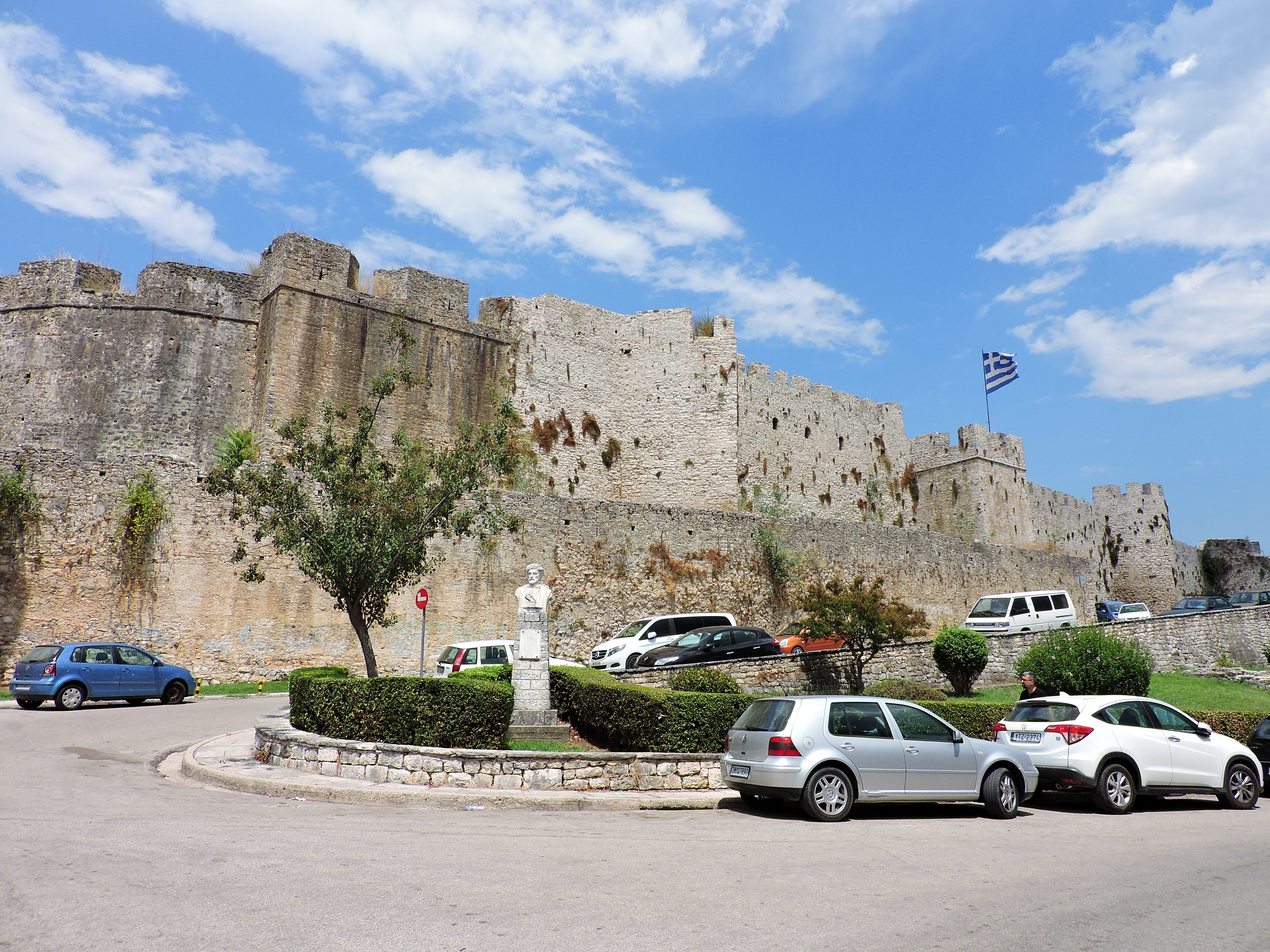
Il castello medievale di Arta

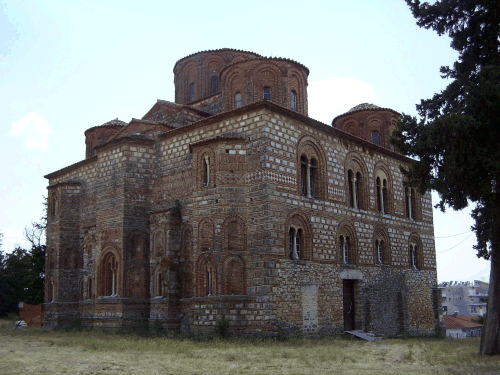
Chiesa di Paregoretissa (fine del XIII secolo).

Il Castello di Arta fu costruito da Michele II d'Epiro a metà del XIII secolo. È un buon esempio dell'architettura Bizantina ed è ben conservato.
La chiesa bizantina più importante è quella di Paregoretissa, costruita nel periodo che va dal 1285 e il 1289 da Niceforo I d'Epiro e da sua moglie Anna Palaiologina Catacuzena. La chiesa di Santa Teodora è un altro fine esempio di architettura bizantina. È dedicata al protettore di Arta San Giorgio ed è l'unico edificio sopravvissuto dell'abbazia fondata del XIII secolo dalla regina del Despotato d'Epiro (Teodora), e funzionava come convento monacale. Dopo la morte del marito, Teodora stessa divenne una suora e fu sepolta nel tempio che prese il suo nome. Altri importanti monumenti bizantini includono le chiese di San Basilio (Hagios Vasilios), l'Abbazia di Kato Panagia, Hagios Vasilios del Ponte, Panagia Vlaherna, Panagia Brioni a Neohoraki, San Demetrio Katsouri a Plisioi, la Chiesa Rossa a Vourgareli, Panagia di Koronisia a Koronisia e la chiesa di Pantanassa a Filippiada.

### Edifici religiosi
- Cattedrale di San Demetrio
- Chiesa di Paregoretissa
- Chiesa di Santa Teodora d'Arta

### Musei
- Museo Preistorico e di Antichità Classiche di Arta
- Museo Popolare 'Skoufas'
- Museo Storico 'Skoufas'
- Museo Popolare privato a Kypseli.
- Museo Archeologico di Koronisia

## Istituto Tecnologico Educativo dell'Epiro
Il Technological Educational Institute of Epirus"" (T.E.I.)  teiep.gr,  http://www.teiep.gr. ha il campus principale a la sede amministrativa in Arta e campus decentrati nelle tre principali città dell'Epiro, Giannina, Igoumenitsa e Preveza. Il T.E.I. ha quattro (4) Facoltà e tredici (13) Dipartimenti.

## Infrastrutture e trasporti
Arta è situata a NNO di Antirio, Messolongi e Agrinio, NE di Preveza, SSE di Giannina e SO di Trikala.
Regolari autolinee collegano Arta con tutte le principali città greche.
(numerosi i bus giornalieri per Atene, tratta che necessita in genere di circa 5 ore).
La città è collegata con la GR-5 (Antirrio - Giannina) e con la GR-30 che collega Peta e Trikala.

## Società

### Evoluzione demografica
| Anno | Popolazione | Variazione       |
| ---- | ----------- | ---------------- |
| 1981 | 20 004      | -                |
| 1991 | 23 710      | +3 706 (+18,53%) |
| 2001 | 23 863      | +153 (+0,65%)    |

## Associazioni Sportive
Pallamano
- https://web.archive.org/web/20070514042114/http://www.anagenisi-artas.gr/

Basket
- Pyrros Artas

Calcio
- https://web.archive.org/web/20190207113340/http://www.anagenisiartas.gr/
- https://web.archive.org/web/20061205033543/http://doxa-artas.gr/

Pallavolo
- https://web.archive.org/web/20070516144231/http://www.anagenisi-artas.gr/volley/
- Filia, su filia.gr (archiviato dall'url originale il 15 maggio 2008).